# Österreichische Lloyd
De Österreichische Lloyd (Italiaans Lloyd Austriaco) was de grootste rederij van Oostenrijk-Hongarije en op Middellandse Zee. Sinds 1951 bestaat er een Cypriotische rederij Österreichischer Lloyd Seerederei, wat echter een ander bedrijf is.

## Inleiding
De Lloyd, gevestigd in Triëst in het Oostenrijkse deel van de monarchie is in 1833 door banken, 19 scheepvaartverzekeringen en 127 natuurlijke personen opgericht. Hieronder bevonden zich de politicus Karl Ludwig von Bruck en de Triëstse bankier Pasquale Revoltella. Het doel van de Lloyd was aanvankelijk, naar het Londense voorbeeld Lloyd's, informatievergaring ten behoeve van de aangesloten verzekeringsmaatschappijen.
In 1836 volgde de eerste stap naar eigen scheepvaart activiteiten door de overname van het postvervoer op de Adriatische Zee. Hiermee was de basis gelegd voor de uitbreiding met vracht en passagiers vervoer, wat uiteindelijk uitgroeide tot een van de grootste rederijen ter wereld. De rederij gebruikt de leus Vorwärts waarmee ze afweek van andere rederijen die hun motto in het Latijn voerden in plaats van de eigen taal en ook de Oostenrijkse marine gebruikte Latijn voor hun Met vereende krachten (Viribus Unitis). De grootste directe concurrent was geruime tijd de, in Fiume in het Hongaarse deel van de monarchie gevestigde, rederij Adria, die door Hongarije werd geëxploiteerd en gesubsidieerd. In 1891 werd tussen de rijksdelen een overeenkomst gesloten over de verdeling van de markt tussen de rederijen zodat er geen sprake meer was van concurrentie.
De voertaal in het bedrijf was Italiaans, maar de prospectussen werden in het Duits en voor de Levant en de diensten naar Brits-Indië en Oost-Azië ook in het Frans en Engels opgesteld. Net als vele rederijen uit andere landen werd ook de Österreichische Lloyd zwaar gesubsidieerd, zodat het bedrijf mede door de verplichtingen zijdens de overheid als half staatsbedrijf kon worden aangemerkt. Na het einde van de Eerste Wereldoorlog werd de rederij Italiaans eigendom en werd van 1921 tot 2006 als Lloyd Triestino (Triëster Lloyd) voortgezet. In 2006 werd de naam gewijzigd in Italia Marittima.

## Geschiedenis

### Bedrijfsstructuur
Sectie 1
Doel van de Lloyd was om handelaren en verladers te voorzien van actuele informatie over de verschillende markten en de aan zeevaart gerelateerde handel in Europa en Azië. De informatie werd vergaard door een net van handelscorrespondenten en uit verschillende berichten die regelmatig de haven van Triëst bereikten. Daarnaast moesten de scheepsbewegingen in de thuishaven geregistreerd worden. In opdracht van de Staat moest het tijdrovende en door vertragingen geplaagde postvervoer met, door de Oostenrijkse marine beschikbaar gestelde, zeilboten worden uitgevoerd. De eerste directie bestond uit de heren: Bousquet, Bruck, Brucker, Giannichesi, Grant, Kohen, Meksa, Padovani, Premuda, Carl Regensdorff, da Costa, Sartorio, Schell en Vucetich.
Sectie 2
Om de informatievoorziening te verbeteren werd het vrachtvervoer op 2 augustus 1836 in een aparte sectie ondergebracht. Deze Sektion 2 werd spoedig het belangrijkste bedrijfsonderdeel zodat 1836 wordt gezien als oprichtingsjaar van de rederij. Het startkapitaal bedroeg één miljoen Florentijnse gulden c.f. verdragswaarde. In de oprichtingsakte is als ondernemingsdoel opgenomen om Triëst door middel van stoomboten met de havenplaatsen in de Oriënt te verbinden. (Zweck der Gründung sollte es sein, Triëst mittels Dampfbooten in Verbindung mit den Echellen [Hafenplätzen] des Orient zu bringen.). Voor de nieuwe sectie werden in Engeland drie stoomboten besteld, met elk een vermogen van 120 pk en drie met elk een vermogen van 100 pk. In Triëst werden werkplaatsen gebouwd en in buitenlandse havens werden kolenbunkers gehuurd. Het eerste schip dat aan de Österreichische Lloyd geleverd werd was de in Londen gebouwde Arciduca Ludovico. De eerste vaart van de nieuwe rederij vertrok op 16 mei 1837 om 17:00 uur van de San Carlo pier in Triëst.
Aan boord bevonden zich 53 passagiers die na 14 dagen Constantinopel bereikten via Ancona, Corfu, Patras, Pireus, Syros en Smyrna.
Lloyd Austriaco richtte zich vooral op de Oriënt en voerde de eerste vracht- en passagediensten uit tussen het Middellandse Zeegebied en de Oriënt. In het eerste jaar werden al 79 vaarten (58 tussen Triëst en Venetië, 21 naar Griekenland, Turkije en Egypte) uitgevoerd met in totaal 7.967 passagiers en 35.205 poststukken. De eerste bootverbinding naar Constantinopel ging al in 1837 van start. De eerste aandeelhoudersvergadering besloot, als gevolg van de goede start, tot de aanschaf van nog twee schepen en een kapitaal verhoging tot 1,5 miljoen gulden. De schepen van de Lloyd voeren ook naar de Levant, Griekenland en Egypte. Door de uitbreiding van de lijndiensten werd de Lloyd door de staat opgedragen om ook postdiensten naar de grote steden te beginnen. In 1842 kreeg de Lloyd het recht om de postvlag te gebruiken en kregen de officieren en bemanningsleden het recht om uniformen te dragen. De aanvankelijke uniformen waren groen en niet geliefd bij het personeel, korte tijd later werden ze, mede vanwege de gelijkenis met Russische uniformen, vervangen door blauw-witte uniformen die internationaal en ook bij de Kaiserliche und Königliche Kriegsmarine gebruikelijk waren.
Sectie 3
Terwijl sectie 1 de informatievoorziening verzorgde en sectie 2 de scheepvaartactiviteiten besloot de bedrijfsleiding de inmiddels omvangrijke uitgevers activiteiten te verzelfstandigen en ontstond in 1849 Sectie 3. Deze als literair-artistieke afdeling aangeduide sectie omvatte de redactie van de tijdschriften, de drukkerij met lettergieterij, de kunstafdeling met diverse ateliers, waaronder een fotoatelier en ten slotte de leeszalen. Hier werden dienstregelingen, jaarboeken, kranten en fotoboeken uitgegeven. Het officiële provincieblad Osservatore Triëstino verscheen bij sectie 3 net als diverse kranten zoals de Triëster Zeitung, het populaire Diavoletto, het Griekstalige weekblad Ημερα (De Dag) en Il listino, de dagelijkse lijst van scheepsbewegingen. Als tijdschrift werden het Illustrierte Familienbuch en de Letture di Famiglia uitgegeven. Daarnaast zaten ook klassieke literatuur, geschiedenis-, natuur-, scheepvaart- en geografische boeken in de portfolio, die voor een deel zeer goed uitgevoerd waren door de artistiek hoogwaardige staaldiepdruk. Van 1854 tot 1870 werd onder de titel Lloyd's Reiseführer een achtdelige reisgids uitgegeven waarin onder andere Triëst en Venetië en een groot aantal spoorlijnen werden beschreven. Met het uitgevers werk ondersteunde sectie 3 de andere activiteiten van de Lloyd, pas in 1928 werden de activiteiten van sectie 3 door de Triëster Lloyd gestaakt.

### Groei tot aan de Dubbelmonarchie (1836-1867)
| Arciduca Francesco Carlo        | Venetië | 1833 | 133 | 40  |
| Arciduchessa Sofia              | Triëst  | 1833 | 141 | 50  |
| Maria Dorotea                   | Triëst  | 1834 | 212 | 70  |
| Ferdinando I.                   | Triëst  | 1836 | 284 | 100 |
| Arciduca Ludovico               | Londen  | 1837 | 310 | 100 |
| Arciduca Giovanni               | Londen  | 1837 | 349 | 120 |
| Principe Metternich             | Triëst  | 1837 | 473 | 140 |
| Conte Mittrowsky                | Triëst  | 1837 | 237 | 60  |
| Elleno (ex Principe Metternich) | Triëst  | 1837 | 357 | 120 |
| Baron Eichhoff                  | Triëst  | 1837 | 361 | 100 |
| Mahmudiè                        | Triëst  | 1838 | 467 | 120 |
| Dalmata (ex Conte Stürmer)      | Triëst  | 1838 | 211 | 60  |
| Stambul                         | Triëst  | 1838 | 620 | 160 |
| Conte Stürmer (ex Seri Pervas)  | Triëst  | 1839 | 469 | 140 |
| Barone Kübeck                   | Triëst  | 1842 | 229 | 70  |
| Arciduca Federico               | Bristol | 1842 | 394 | 120 |
| Imperatore                      | Triëst  | 1843 | 545 | 160 |
| Imperatrice                     | Triëst  | 1844 | 545 | 160 |
| Conte Kolowrat                  | Triëst  | 1845 | 330 | 100 |
| Austria                         | Triëst  | 1847 | 763 | 360 |
| Triëste                         | Triëst  | 1847 | 448 | 160 |
| Venezia                         | Triëst  | 1847 | 448 | 160 |
| Italia                          | Triëst  | 1847 | 728 | 260 |
| Germania                        | Triëst  | 1847 | 728 | 260 |

Tot 1845 was het aantal vaarten verviervoudigd en het aantal passagiers vertwintigvoudigd en het aantal medewerkers gegroeid tot 1049. Een van de oorzaken van de sterke groei was een overeenkomst met de Erste Donau-Dampfschiffahrts-Gesellschaft (DDSG) die voorzag in een wekelijkse dienst over de Donau naar de Zwarte Zee, waar dan overgestapt kon worden op schepen van de Österreichische Lloyd. In 1852 werd het scheepvaartverkeer op de Po en het Lago Maggiore overgenomen en gereorganiseerd en later volgden ook rivierdiensten op de Bojana (Albanees: Bunë) en het Meer van Shkodër.

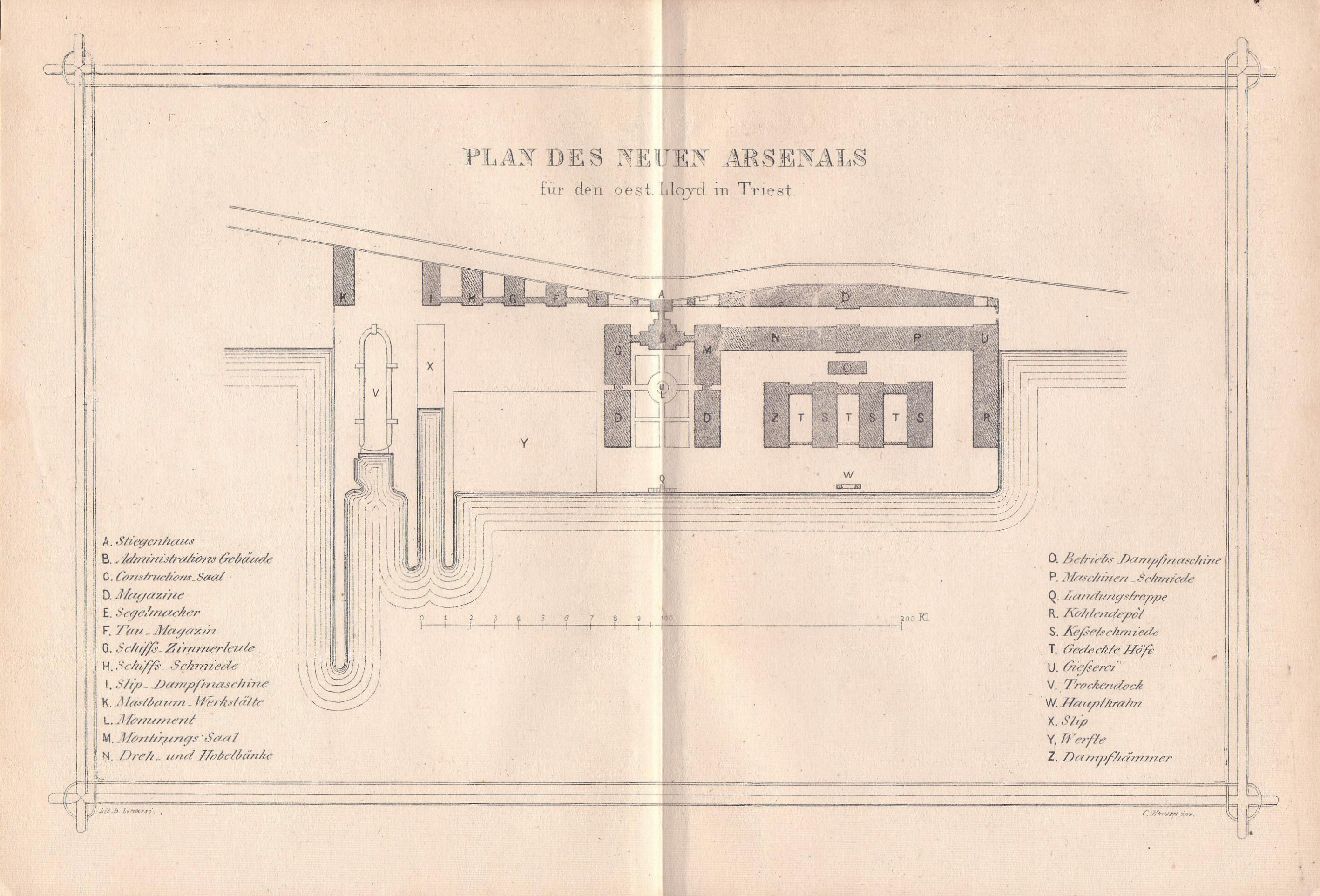
Plattegrond van het Arsenaal in de reisgids van de Lloyd

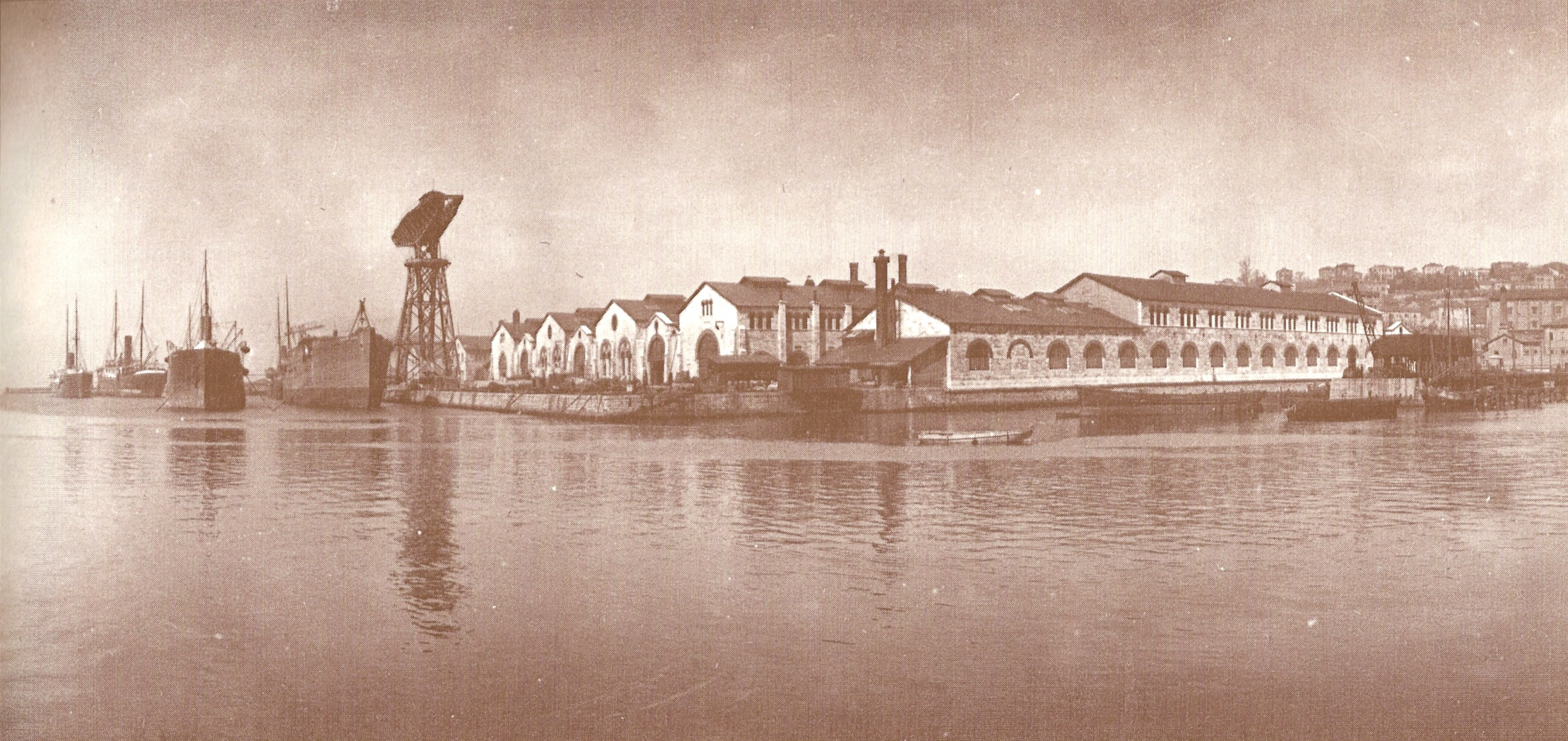
Het Lloyd-Arsenaal in Triëst gezien vanaf zee rond 1900.

Door de enorme groei in de eerste 15 jaar had de Österreichische Lloyd inmiddels een aantal schepen dat regelmatig onderhoud en reparatie nodig had. Een groot Arsenaal voor deze werkzaamheden alsmede nieuwbouw werd nodig en in 1853 werd in Triëst-Sant'Andrea begonnen met de bouw. De eerste steen werd op 30 mei door aartshertog Ferdinand Maximilian gelegd. Als architect werd de Deen Hans Christian Hansen aangezocht die bekend was door de door hem gebouwde scheepswerven in Griekenland. Het gebouw op het 114.000 m² grote terrein kon in 1861 in gebruik genomen worden. De 3000 werknemers van het Lloyd-Arsenal waren van grote economische invloed op Triëst. Het Arsenaal had naast de grote werkplaatsen ook een droogdok en een 241 meter lange scheepshelling voor scheepsnieuwbouw. In 1865 liep in het Arsenaal het eerste geheel metalen en uit binnenlandse materialen gebouwde schip, stoomschip Austria van stapel. Met 1700 ton was het het tot dan toe grootste schip van de rederij.
Vanaf 1855 kreeg de Österreichische Lloyd voor het eerst subsidie. De subsidievoorwaarden eisten het in stand houden van bepaalde diensten in de Oriënt en het opzetten van nieuwe diensten inclusief postvervoer. Bovendien mochten nieuwe schepen alleen nog bij wijze van uitzondering in het buitenland gebouwd worden. In de oorlog tegen Italië van 1866 moest de Lloyd op grond van diverse overeenkomsten met de Staat meerder stoomschepen aan de Oostenrijkse marine verhuren en werd ze verplicht om troepentransporten te verzorgen. Verloren gegane schepen, zoals de Egitto tijdens de zeeslag van Lissa, werden vervangen.
Al in 1857 was de Semmering geen hindernis meer voor het spoor en de eerste trein van de Südbahn reed op 15 oktober 1859 van Wenen naar Triëst. Deze nieuwe spoorverbinding en de aanwezigheid van een entrepot, het enige aan de Adriatische zee, stimuleerden de economie in Triëst en omgeving. Vanaf 1837 tot 1914 werden met 220 stoomboten 37,3 miljoen ton goederen overgeslagen en 21,5 Miljoen reizigers vervoerd. De Österreichische Lloyd was de grootste rederij op de Middellandse Zee en Triëst – na Hamburg, Rotterdam, Marseille en Genua – de vijfde haven in continentaal Europa.

### Hongaren en Suez (1867-1890)
Na de Ausgleich in 1867 moest het bedrijf in 1872 de naam Lloyd Austro-Ungarico resp. Österreichisch-Ungarischer Lloyd aannemen als teken van de Hongaarse participatie. Steeds moest de zwaar gesubsidieerde Lloyd troepen, vluchtelingen en emigranten vervoeren. In 1882 hebben bijvoorbeeld het fregat Laudon en de stoomschepen Mars, Ceres en Diana Oostenrijks-Hongaarse burgers via Alexandrië uit Egypte geëvacueerd nadat er bloedige ongeregeldheden waren uitgebroken.
1869 werd de Österreichische Lloyd vennoot van de Compagnie Universelle du Canal de Suez waar medeoprichter Pasquale Revoltella vicepresident was. Door de opening van het Suezkanaal was het voor de Österreichische Lloyd voor het eerst mogelijk om concurrerende verbindingen naar Azië aan te bieden, tot dan toe moest om Afrika heen gevaren worden. Een reis van Triëst naar Alexandrië duurde slechts drie dagen en naar Port Said per sneldienst vier dagen. Vele passagiers konden van de directe concurrenten uit Duitsland, zoals de Norddeutscher Lloyd, Nederland en het Verenigd Koninkrijk worden afgesnoept. De dagelijkse treinverbindingen vanaf Vlissingen door Duitsland naar Triëst waren aanzienlijk sneller dan de bootreis uit Duitsland, Nederland of het Verenigd Koninkrijk via de Straat van Gibraltar en de hele Middellandse Zee naar het Suezkanaal.
Op de lijndiensten naar Egypte, Brits-Indië en Oost-Azië had de Österreichische Lloyd steeds meer Engelsen aan boord die via Vlissingen en vervolgens per trein naar Triëst reisden.
De opening van het, voor de wereldwijde scheepvaart belangrijke, kanaal werd bijgewoond door Keizer Franz-Josef. In het eerste konvooi dat door het kanaal voer bevonden zich drie stoomschepen van de Lloyd; de Pluto, de Vulkan en de Amerika. Na de opening van het kanaal konden bestemmingen als Port Said (1869), Mumbai (1870), Colombo, Singapore (1880), Hongkong (1880), Shanghai (1881), Nagasaki (1892) en Yokohama (1892) in de dienstregeling worden opgenomen. Door overheids subsidies en de snelle verbindingen vanaf Triëst naar de oostelijke Middellandse Zee en het Suezkanaal ontwikkelde de Österreichische Lloyd tot een van de grootste rederijen ter wereld.

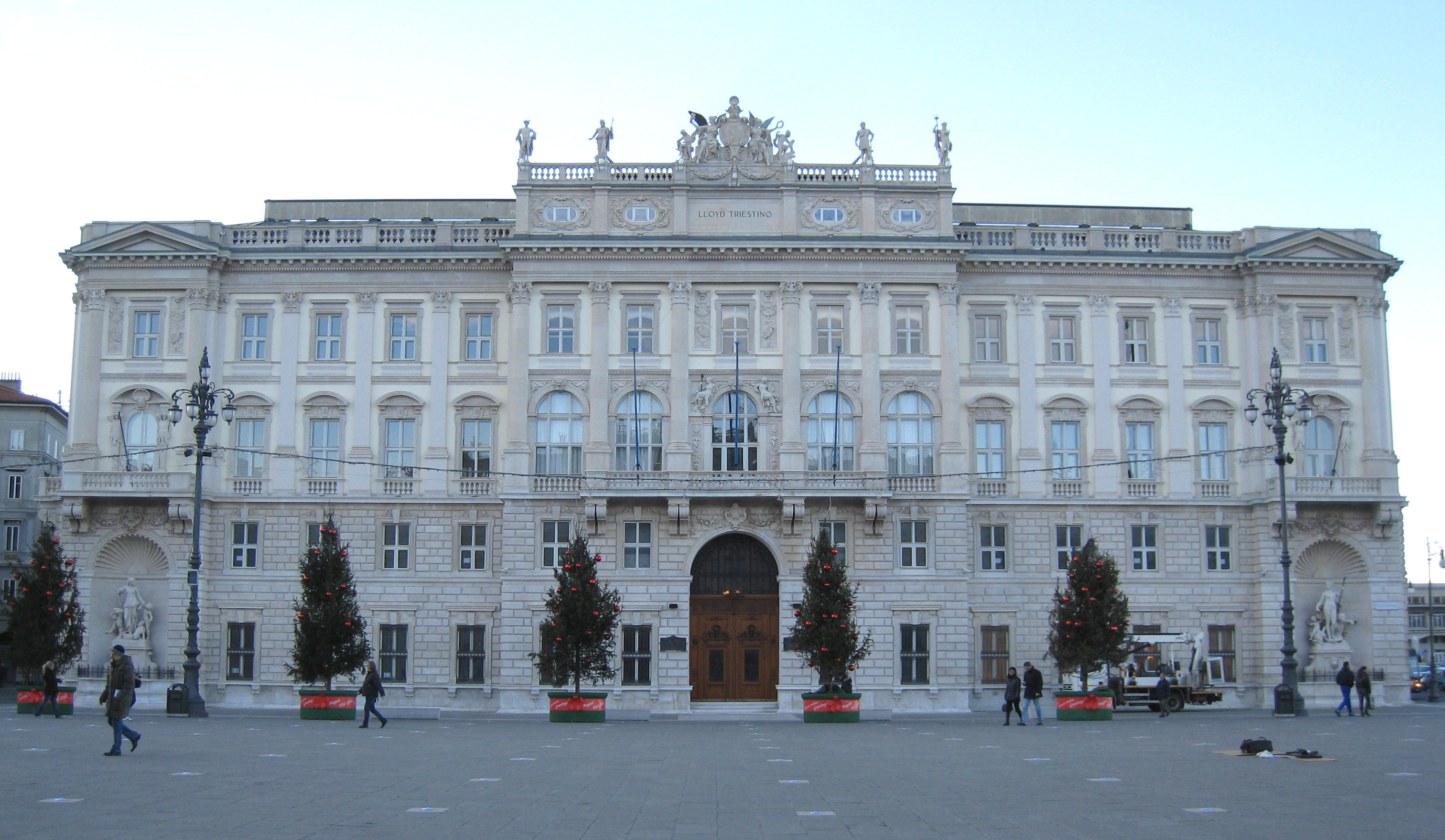
Het Lloydpaleis uit 1879 in Triëst

Het hoofdkantoor verhuisde in 1879 uit het Palazzo de Cassis aan het Piazza della Borsa, van Tergesto naar het nieuwe Lloydpaleis aan het Piazza Grande. De architect was Heinrich von Ferstel, die ook de universiteit en de votivkirche in Wenen ontworpen had. Het 50-jarig bestaan op 27 september 1886 werd onder andere gevierd met de tewaterlating van het stoomschip Imperator. Dit schip was gebouwd voor de dienst op Oost-Azië en kreeg een zusterschip de Imperatrix. Deze keizer en keizerin van elk 4.140 ton, 117 meter lengte, 13 meter breedte, een diepgang van 7,3 meter en een vermogen van 4.500 pk waren de tot dan toe grootste en mooiste schepen van de inmiddels tot 86 schepen gegroeide vloot.
In de periode 1878 – 1884 deelde de Österreichisch-Ungarische Lloyd in de hoogconjunctuur van de internationale scheepvaart. Hierdoor werden echter te hoge investeringen gedaan omdat de hoogconjunctuur als blijvertje werd beschouwd. Vanaf 1886, toen ook de twee grote stoomschepen Imperator en Imperatrix op stapel stonden, raakte het bedrijf in de rode cijfers. Het tekort was in 1890 opgelopen tot 600.000 gulden. Door de te hoge vervoerskosten werden zelfs Hamburgse rederijen grote concurrenten op de Middellandse Zee, zodat een herstel op eigen kracht zeer onwaarschijnlijk werd. Toen Oostenrijk de subsidie verhoogde besloot Hongarije zich uit de Lloyd terug te trekken en de subsidie voortaan aan de Hongaarse rederij Adria te verstrekken, die altijd al winstgevend gewerkt had. Fiume, haven en zetel van de Hongaarse rederijen, werd daarmee een nog grotere concurrent van Triëst. In 1891 verdween Hongarije dan ook uit de naam en werd weer gewerkt als Österreichische Lloyd.

### Van herstructurering tot Eerste Wereldoorlog (1891-1914)
| Gablonz              | Triëst     | 1912 | 8.448 | 8.000  |
| Mariënbad            | Triëst     | 1913 | 8.448 | 8.000  |
| Austria              | Triëst     | 1901 | 7.588 | 3.300  |
| Helouan              | Triëst     | 1912 | 7.367 | 10.000 |
| Wien                 | Triëst     | 1911 | 7.367 | 10.000 |
| Innsbruck            |            | 1914 | 7.017 |        |
| Nippon               | Sunderland | 1902 | 6.317 | 3.000  |
| Ezh. Franz Ferdinand | Triëst     | 1899 | 6.044 | 3.600  |
| China                | Newcastle  | 1900 | 5.999 | 3.000  |
| Vorwärts             | Triëst     | 1906 | 5.990 | 3.450  |

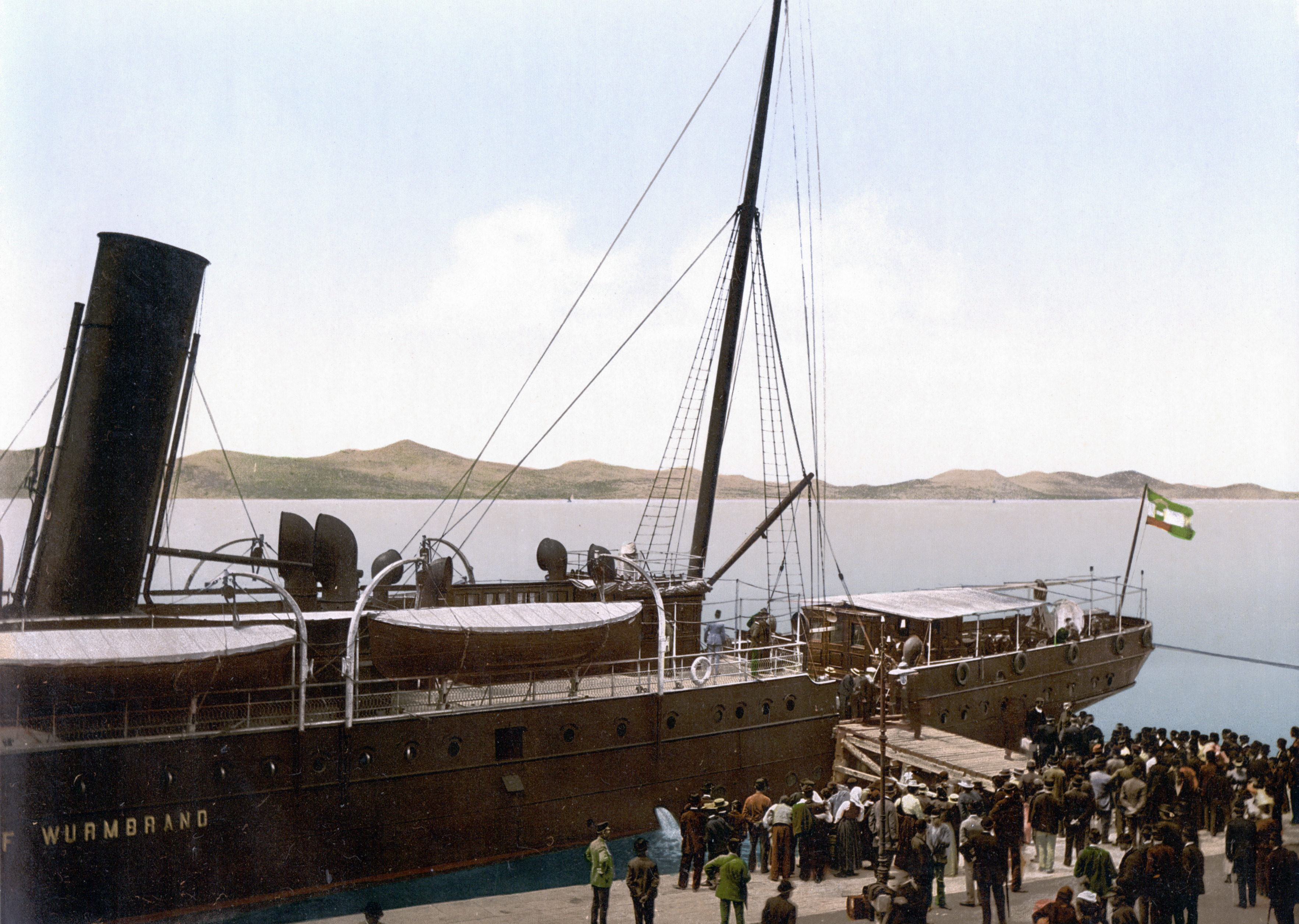
Stoomschip Graf Wurmbrand in de haven van Zadar rond 1900

Na afloop van de Hongaarse deelneming in het bedrijf werd het bedrijf in de jaren 90 van negentiende eeuw gesaneerd, wat een reorganisatie en omvorming betekende. De markt werd door de overheid verdeeld tussen de Lloyd en Adria om concurrentie te vermijden. Oude schepen die niet meer voldeden aan de eisen van het lijndienstverkeer van die tijd werden bijvoorbeeld alleen nog voor bijzondere transporten ingezet. Het bedrijf kwam voor de laatste keer in een hoogconjunctuur terecht die vanaf 1906 tot het uitbreken van de Eerste Wereldoorlog nog sterker werd. Het vrachtvervoer bestond uit Spaans erts voor de hoogoven in Servola, een stadsdeel van Triëst, rijst uit Birma voor de rijstpellers in Triëst, hout naar Egypte en zelfs suiker naar de Levant en van daar verder naar Brits-Indië en de Rode Zee.
In 1895 werd in Triëst de rederij Austro-Americana opgericht ten behoeve van de handel met Noord-Amerika. Deze rederij was spoedig even groot als de Lloyd en ondanks de bedrijfsdoelstelling werd de marktverdeling contractueel vastgelegd om, door de staat ongewenst geachte, concurrentie te vermijden. De Austro-Americana richtte zich derhalve alleen op Noord- en Zuid-Amerika. De rederijen kregen beide overheidssubsidie, de Lloyd ontving in 1913 10 miljoen kroon voor het onderhouden van lijndiensten en de Austro-Americana 1,5 miljoen kroon voor de dienst op Zuid-Amerika.
In 1897 werden voor eigen rekening en risico voor het eerst Afrikaanse havens aangedaan. Deze verbindingen waren echter niet erg succesvol en als gevolg van de Tweede Boerenoorlog werden de diensten gestaakt. In 1902 kreeg de Lloyd voor het eerst te maken met, meteen ook de zwaarste, arbeidsonrust. Een staking onder stokers breidde zich uit onder de arbeiders in Triëst. Op 14 februari 1902 waren er 10.000 stakers toen ordetroepen ingerepen en een bloedige confrontatie volgde, met 14 doden en meer dan 50 gewonden tot gevolg. De eisen van de stakers, zoals het vervallen van het corvee, een achturige werkdag in de haven en het afschaffen van de regel dat in havens de helft van de bemanning aan boord moest blijven, werden niet ingewilligd. In latere arbitrage zaken zijn de stakers alsnog deels in het gelijk gesteld.

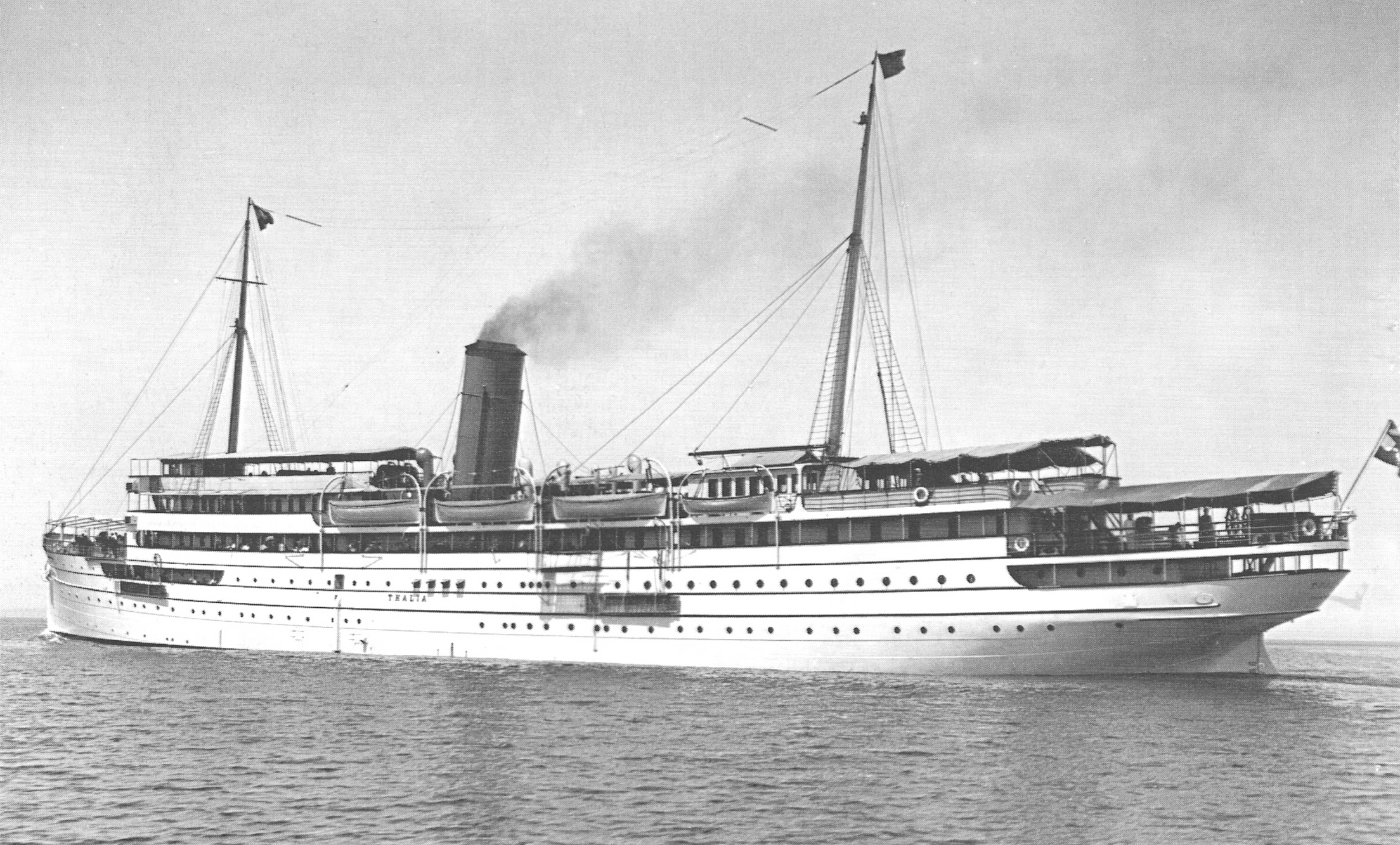
Plezierstoomjacht Thalia voer de toeristen langs de mooiste en interessantste punten van de Middellandse Zee.

In 1906 werd het hoofdkantoor naar Wenen verplaatst en vanaf 1907 werden de "pleziertochten" aangeboden. Het concept bleek een succes en er werd, speciaal voor deze tochten, een schip aangeschaft, stoomjacht Thalia.
Het 75-jarige jubileum werd luister bijgezet met de indienststelling van de tot dan grootste schepen, de "spoedstoomboten" Wien en Helouan van ieder 7.367 ton, op de route Triëst-Alexandrië, de altijd al best renderende lijn. Op deze en andere lijnen kon de Lloyd de concurrentie de baas door, aldus de overlevering, de uitstekende keuken, de correcte officieren en personeel en de comfortabele inrichting. Volgens één verhaal was de stiptheid zodanig dat de oosterlingen hun klokken en de Muezzin zijn gebed er op afstemden.
Tijdens de Bosnische crisis in 1908 werden in opdracht van de Ottomaanse regering 136.000 emigranten uit het Europese deel naar het Aziatische deel van Turkije vervoerd en voor de k.u.k. Armee werden 72.000 man, 8.000 paarden en 90.000 ton oorlogsmaterieel van Triëst naar Dalmatië gebracht.
In 1909 werd de Lloyd werf uit financiële en organisatorische overwegingen in een zelfstandig bedrijf omgezet, waarin de Österreichische Lloyd en de Stabilimento Tecnico Triëstino ieder 50 procent van de aandelen hadden. Alleen de reparatiewerf en het droogdok werden behouden. Omdat nu ook voor andere rederijen schepen gebouwd konden worden, werd de werf doelmatiger gebruikt wat tot een kostenvermindering leidde.
De laatste uitbreiding van het lijnennet was de spoeddienst op Shanghai in 1912. Toen de Eerste Wereldoorlog uitbrak bestond de vloot uit 65 schepen van gezamenlijk 235.000 BRT en waren 6.000 medewerkers in dienst. Het bedrijf was na de K.k. österreichische Staatsbahnen het belangrijkste vervoersbedrijf in de monarchie. De grootste en modernste schepen waren de in 1912 en 1913 in dienst genomen S.S. Gablonz en het zusterschip S.S. Marienbad. Verschillende grote schepen werden tijdens de oorlog afgebouwd en zelfs nog op stapel gezet. Daaronder de S.S. Pilsna van 8.040 t, die in 1918 gereed kwam en in 1919 door de Lloyd Triëstino werd overgenomen en de Cracovia van 8.051 t, dat 1916 op stapel gezet werd als op twee na grootste schip van de vloot. Dit schip werd pas in 1920 door de Lloyd Triëstino afgebouwd.

### De Eerste Wereldoorlog (1914-1918)
Toen de Eerste Wereldoorlog uitbrak waren veel schepen van de Lloyd onderweg op de wereldzeeën. Een aantal zocht hun toevlucht in neutrale havens en vele werden door de Oostenrijkse marine gevorderd voor troepentransporten en als hospitaalschip. Het lot van concrete gevallen (niet genoemde schepen bevonden zich meestal in een veilige haven):
- 8 schepen werden in vijandelijke havens in beslag genomen:
  - door Engeland: Körber (Shanghai-spoeddienst), Ezh. Franz Ferdinand (Japan-postschip) en Marquis Bacquehem
  - door Frankrijk: Marienbad (in Griekenland in beslaggenomen)
  - door China: Bohemia, Silesia en China (alle drie in Shanghai)
  - door Portugal: Vorwärts (vluchtte in 1914 naar de Indoportugese haven Mormugao, maar werd na twee jaar alsnog door Portugal in beslag genomen en vervolgens als India ingezet. Omdat Portugal nooit de oorlog aan Oostenrijk-Hongarije had verklaard probeerde de Lloyd het schip terug te krijgen of een schadevergoeding. Portugal reageerde hierop door alsnog de oorlog te verklaren. In 1921 brandde het schip af in de haven van Lissabon.)
- 1 schip, de Thalia verbleef tijdens de oorlog in de neutrale haven van Amsterdam
- 7 schepen werden naar de moeilijk bereikbare marinebasis van Skradin gebracht en daar ontmanteld

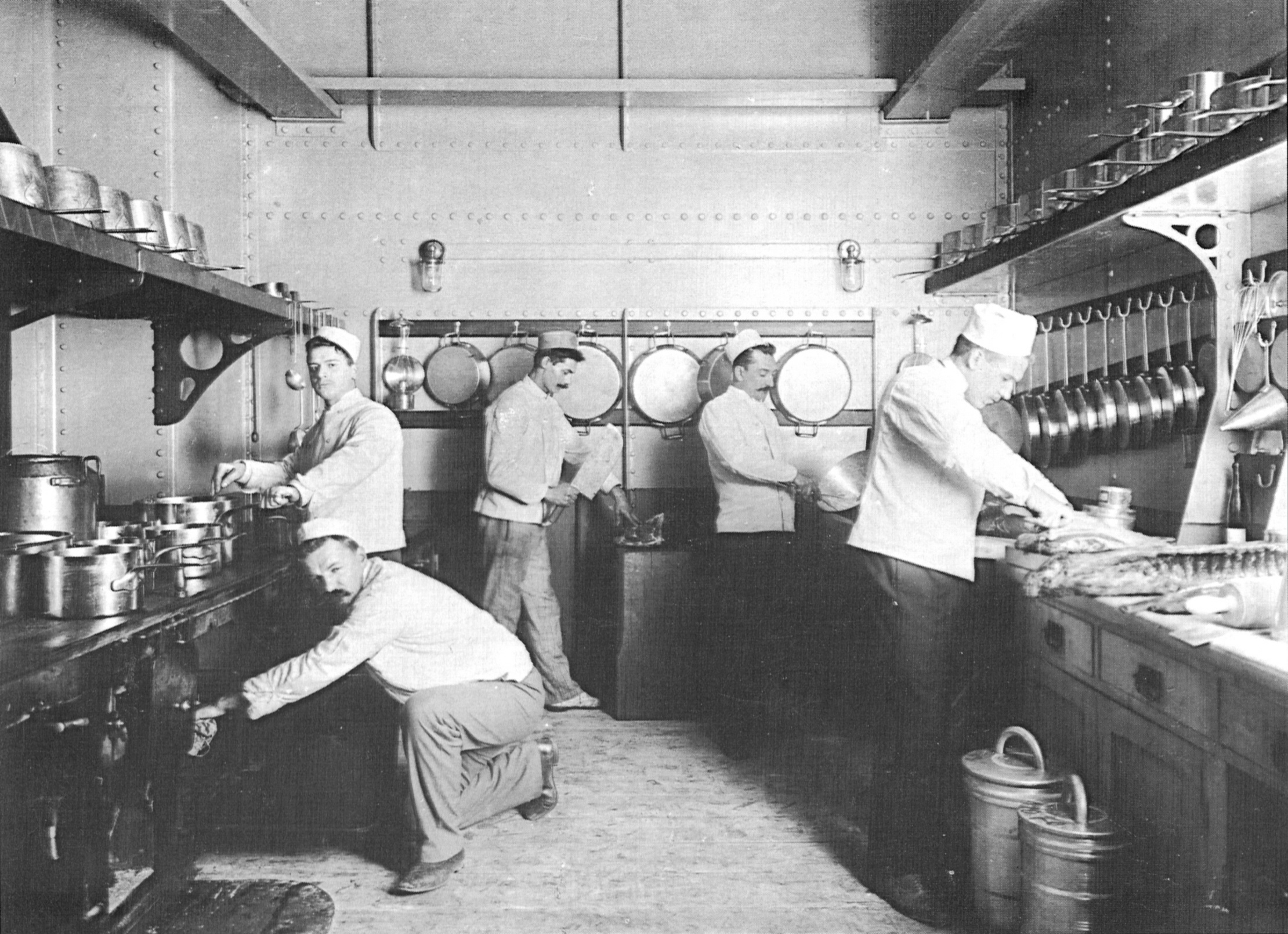
In de kombuis van de SS Afrika

- 5 schepen werden als hospitaalschip gebruikt: de Wien, de Helouan, de Afrika, de Elektra en de Tirol
- 28 schepen werden als troepentransport schip ingezet voor het Oostenrijks-Hongaarse balkanleger. 10 schepen werden ondanks, bescherming door de marine, beschadigd, elf zonken door mijnen of beschietingen.

Op de 33 in de oorlog gebruikte schepen van de Lloyd vielen vele doden als gevolg van ongelukken, beschietingen en mijnen. Voorbeelden zijn: de Baron Gautsch die als eerste ten onderging nadat hij voor de kust van Brijuni op een zeemijn liep. De grootste ramp voltrok zich in de nacht van 18 op 19 mei 1918 toen de Linz werd getorpedeerd en zonk. Het toen als troepentransportschip ingezette schip had de passagierscabines onder dek zodat de passagiers in hun slaap door het binnendringende water werden verrast. Op de meer dan 3.000 passagiers waren slechts 291 overlevenden (eerdere verslagen spraken van 663 doden en een onbekend aantal overlevenden). Meerdere keren konden de Lloyd transport of hospitaalschepen zich nog aan land of in een haven redden nadat ze door Franse onderzeeërs waren getorpedeerd. De Elektra werd na een beschieting door de Fransen op het strand gezet en had slechts twee doden te betreuren, de Tirol kon na een beschieting nog door een ander Lloyd-schip naar de haven van Pula gesleept worden, al waren in dit geval 40 doden te betreuren.

### Lloyd Triëstino (na 1918)

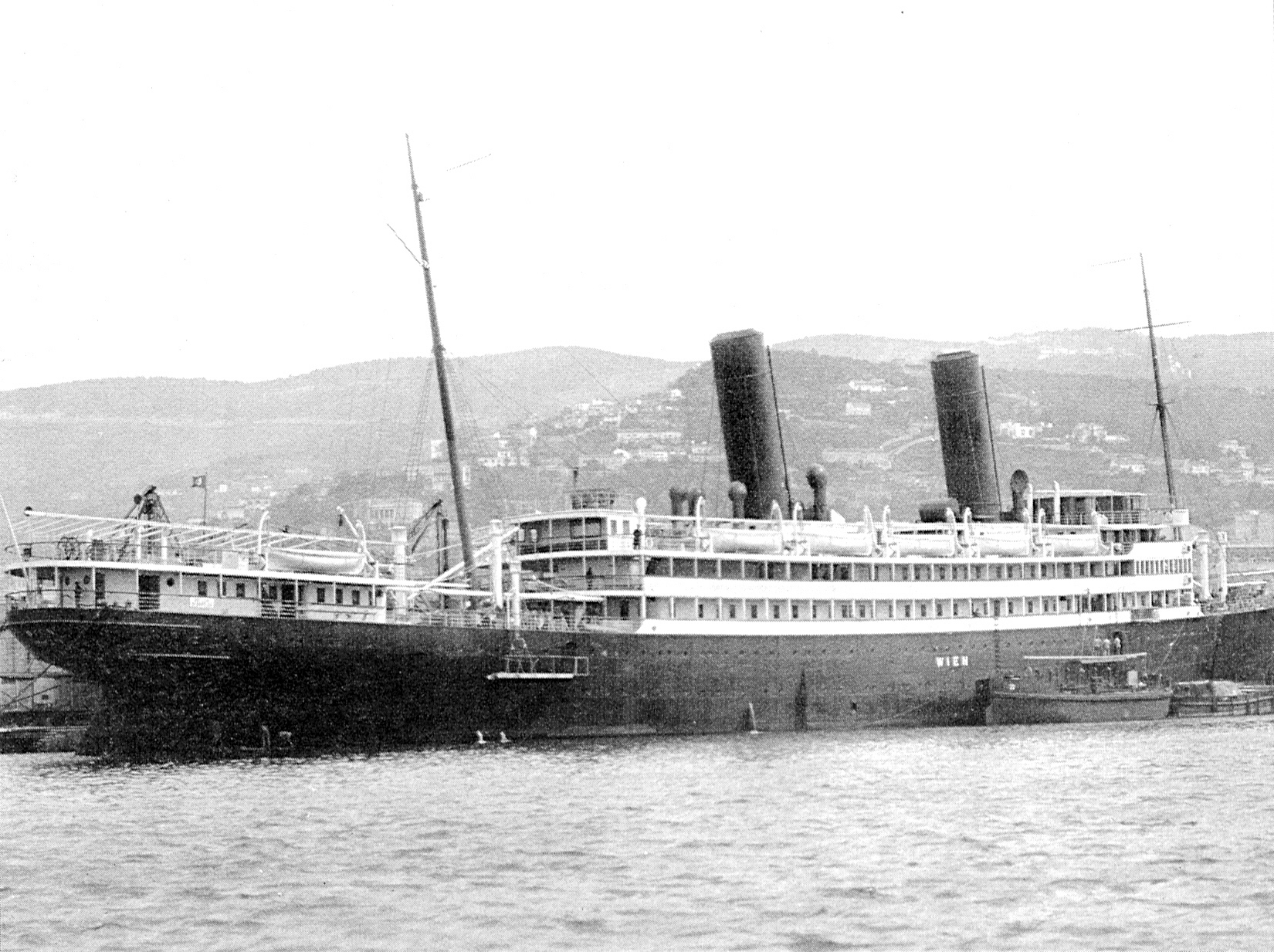
De Wien was het sterkste schip van de Österreichische Lloyd en werd ook door de Lloyd Triëstino tot in de Tweede Wereldoorlog ingezet, waarin het uiteindelijk als hospitaalschip zonk.

Na afloop van de oorlog trad de directie op 28 november 1918 "wegens gewijzigde omstandigheden" af. De Banca Commerciale Italiana kocht de rederij, na ingrijpen door de Italiaanse regering, van de Wiener Union Bank voor 1000 lire per aandeel. De Österreichische Lloyd werd vooralsnog door een Italiaanse regeringscommissaris geleid. De schepen hervatten de dienst onder de intergeallieerde wit-blauw-witte vlag zoals vastgelegd in de Parijse verdragen. Al in 1919 werden de verbindungen naar de Levant, naar Brits-Indië en het Verre Oosten hersteld en werd het net van agentschappen opnieuw opgebouwd. In eerste instantie werden alleen vrachtdiensten uitgevoerd en eind 1920 waren weer 125 agentschappen in bedrijf. Het gevaar bestond dat de Lloyd als oorlogsbuit door een geallieerde macht in beslag genomen zou worden, maar dit werd in 1921 in een Frans-Brits-Italiaanse overeenkomst uitgesloten. In 1921 werd het bedrijf omgedoopt in Lloyd Triëstino en met 40 overgeleven schepen voortgezet. In de tweede helft van de twintigste eeuw werd het bedrijf verder uitgebreid. In 1998 werd Lloyd Triëstino door de Taiwanese rederij Evergreen Marine opgekocht en als dochterbedrijf voortgezet. In maart 2006 werd Lloyd Triëstino in Italia Marittima omgedoopt.

## Lijndiensten

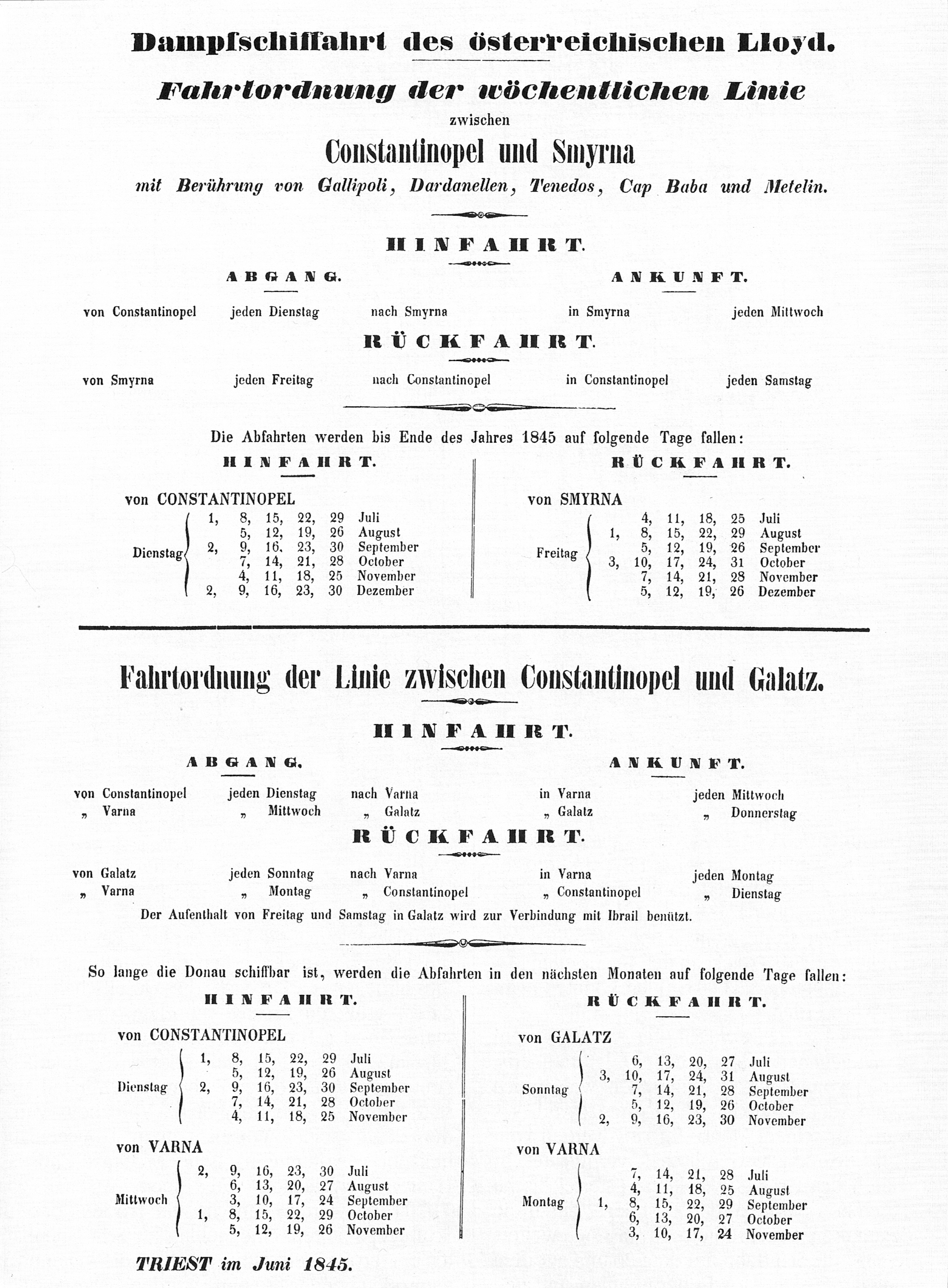
Dienstregeling uit 1845 voor de lijndiensten Constantinopel–Smyrna en Constantinopel–Galatz

Tot aan het uitbreken van de Eerste Wereldoorlog in 1914 exploiteerde de Österreichische Lloyd diverse lijndiensten. De belangrijkste havens en lijnen waren:
- Adriatische dienst
  - Triëst–Split–Kotor (sneldienst 3x per week)
  - Triëst–Split–Kotor–Durazzo–Corfu–Santa Maura (wekelijks)
  - Triëst–Budua–Spizza (wekelijks)
  - Triëst–Venetië (3x per week, zomers dagelijks)
- Middellandse Zee-dienst
  - Triëst–Brindisi–Alexandrië (sneldienst wekelijks)
  - Triëst–Brindisi–Corfu–Patras–Pireus–Constantinopel (sneldienst, wekelijks)
  - Triëst–Gravosa–Alexandrië–Syrische havens (wekelijks)
  - Triëst–Corfu–Smyrna–Constantinopel (wekelijks)
  - Triëst via de Thessalische havens naar Constantinopel (wöchentlich)
- Zwarte Zee-dienst
  - wekelijkse verbindingen tussen Constantinopel en Brăila, Odessa, Nikolajew en Batoemi
- Indo-chinesische en Japanse dienst
  - Triëst–Port Said–Aden–Mumbai (sneldienst, 2x per maand; tussen mei en augustus 1x per maand; vanaf 1881)
  - Triëst–Port Said–Kurachee–Chennai–Colombo–Rangoon–Calcutta (2x per maand, alleen stukgoed zonder reizigers)
  - Triëst–Port Said–Aden–Colombo–Singapore–Hongkong–Shanghai (sneldienst 1x per maand; vanaf 1881)
  - Triëst–Port Said–Mumbai–Singapore–Hongkong–Shanghai–Yokohama–Kōbe (sneldienst 1x per maand; vanaf 1892)

Op de meeste lijnen werden zo veel mogelijk schepen ingezet met namen die verband hielden met Oostenrijk of de bestemming. Zo werden op de sneldiensten naar Griekenland en Constantinopel schepen ingezet met namen van steden zoals Bregenz, Brünn, Leopolis, Linz, Graz en Prag. De postdienst naar de Levant en de Zwarte Zee gebruikte schepen die genoemd waren naar landstreken zoals Carinthia, Carniolia, Dalmatia, Salzburg, Styria en Tirol, of naar kuuroorden zoals Abbazia, Gastein, Karlsbad en Meran. Een andere groep kreeg namen uit de Griekse mythologie en de oude geschiedenis (Amphitrite, Elektra, Euterpe, Urano, Cleopatra en Seramis) en werden eveneens ingezet op de dienst naar de Levant.

## Ongelukken
Vlak na de start van scheepvaart activiteiten kreeg de Lloyd al te maken met aanvaringen met buitenlandse schepen. In november 1837 botste de Arciduca Ludovico met het Franse stoomschip Dante in de wateren bij Scio en 17 dagen later met het Franse stoomschip Leonidas in de haven van Constantinopel. Als oorzaak van de aanvaringen werden eerder willekeurige acties van de gevestigde rederijen tegen de nieuwkomer Österreichische Lloyd verondersteld dan dat er sprake was van menselijke fouten. Kanselier Fürst Metternich drong er zelfs bij de Franse regering op aan om "herhaling van dergelijke ontmoetingen" te voorkomen.

## Weblinks
- Schicksale der Schiffe des Österreichischen Lloyds
- Website van de huidige Österreichische Lloyds